# 飯田市営今宮球場
飯田市営今宮球場（いいだしえい いまみやきゅうじょう）は、長野県飯田市にある野球場。

## 概要
1952年に開場した歴史ある球場。グラウンドは土と砂で、ナイター設備はなし。電光掲示板はなく、得点板を人力で表示する形で、観客席もコンクリートの階段状のものである。球場改修前まで時代をさかのぼると1953年、1954年、1956年、1957年とプロ野球の公式戦が開催されていた。現在ではアマチュア野球や各種スポーツイベントでの使用が中心。また、飯田風越高校が普段の練習や練習試合で使用しており、飯田下伊那の高校で構成される「飯伊リーグ」のリーグ戦にも使用される。冬季は使用されていない。
球場周辺には桜の名所としても知られる今宮郊戸八幡宮や温泉施設の今宮半平(五平餅が有名)などもある。毎年9月の第2土曜日には、今宮郊戸八幡宮秋季祭典奉納煙火で、大仕掛けや、15本の大三国一斉点火と氏子町内の個性豊かな神輿の共演が行われる舞台である（2020年、新型コロナウイルス感染症のパンデミックにより中止）。

## 施設データ
- 内野：土
- 外野：砂
- 両翼：90m、中堅：120m
- 照明設備：無し
- 収容人員：3500人

## 交通
- JR飯田駅より徒歩で15分
- 中央自動車道飯田インターチェンジより車で10km、20分

## 周辺
- 風越山 (飯田市)

- 今宮郊戸八幡宮
- かざこし子どもの森公園
- 長野県飯田風越高等学校
- 飯田市立飯田東中学校